# فيروز حسين
فيروز حسين كان أرستقراطيًا إيرانيًا، وكان شخصية رئيسة في ثورة عبد الرحمن بن محمد بن الأشعث، التي استمرت من 700 إلى 703 م.

## السيرة
كان فيروز حسين من مواليد سيستان، وينتمي إلى عائلة "كريمة ومعروفة"، ويرجع نسبها وقوتها إلى العصر الساساني. يُذكر فيروز حسين لأول مرة باعتباره كاتبًا ومن رجال الحسين بن عبد الله الأنباري التميمي، ربما كان مولًى (أي اُستعبد). ثم اتخذ فيما بعد اسم راعيه، ومن هنا جاء اسم "حسين". وأصبح فيروز حسين فيما بعد من رجال عبد الرحمن بن محمد بن الأشعث (ربما اشتراه). في عام 700 م، ثار عبد الرحمن بن محمد بن الأشعث على الخلافة الأموية، وكان فيروز حسين قائدًا للمتمردين. وهذا ما جعل الحجاج بن يوسف يضع ثمنًا (10 آلاف درهم) على رأس فيروز حسين. وبعد هزيمة ابن الأشعث في عام 703، تراجع فيروز حسين إلى خراسان، ولكن وقع في قبضة يزيد بن المهلب وأرسله إلى الحجاج، الذي عذبه ونكّل فيه حتى توفي ألمًا. يرى المؤرخ زكري بأن فيروز حسين وجد نفسه مُرغمًا على دخول ثورة الأشعث بما أنه من أتباعه، وربما كانت عبوديته وما آل إليه من الذل في حكم الأمويين سببًا إضافيًّا للثورة.